# Otávio (ur. 1994)
Otávio Henrique Santos (ur. 4 maja 1994 w Maceió) – brazylijski piłkarz występujący na pozycji defensywnego pomocnika w brazylijskim klubie Atlético Mineiro. Wychowanek Athletico Paranaense.